# BMW Serie 2 Gran Coupé
La BMW Serie 2 Gran Coupé (nome in codice BMW F44) è una berlina-coupé a 4 porte prodotta dal 2019 dalla casa automobilistica tedesca BMW.

## Contesto
La vettura è stata svelata online il 16 ottobre 2019 ed è stata presentata in anteprima ufficiale al salone di Los Angeles a novembre. Nel vecchio continente ha debuttato al Motor Show di Bruxelles 2020.
È stata eletta "Auto più bella del 2020" al Festival Internazionale dell'Automobile di Parigi a gennaio 2020.

## Descrizione

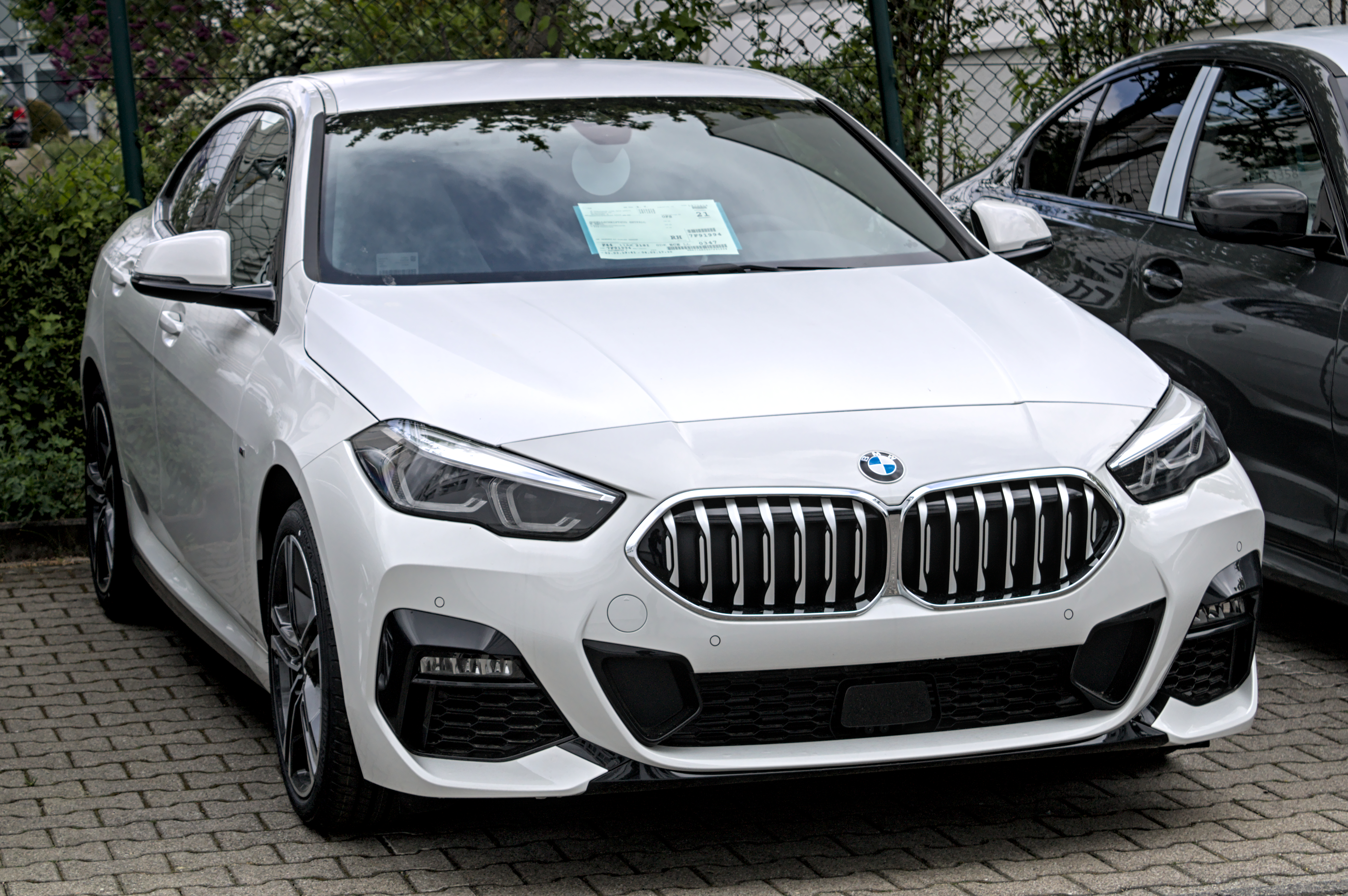
Dettaglio del frontale

La Gran Coupé ha impostazione di carrozzeria simile a quella della Mercedes CLA, ovvero di berlina-coupé a 3 volumi e quattro porte.
Come tutti i modelli BMW commercializzati con la nomenclatura Gran Coupé come la BMW Serie 8 Gran Coupé e la Serie 4 Gran Coupé, anche la F44 è caratterizzata da un terzo volume posteriore stile fastback e dai finestrini laterali senza cornice.
La vettura, che non ha nulla in comune con la Serie 2 Coupé, utilizza la piattaforma UKL (la stessa della BMW Serie 1 F40), adottando uno schema a motore trasversale/trazione anteriore con sospensione posteriori di tipo multi-link. Rispetto alla Serie 2 Coupé, l'F44 ha 33 mm in più di spazio per le ginocchia, 14 mm in più per la testa e una capacità del bagagliaio maggiore di 40 litri per un totale di 430 litri. Oltre al telaio e meccanica, condivide con la Serie 1 F40 il cofano anteriore, i parafanghi, il cruscotto e le sospensioni.
Tutti i motori a benzina e diesel sono dotati di turbocompressore e del filtro antiparticolato, con omologazione secondo lo standard sulle emissioni Euro 6d-TEMP; i motori diesel sono dotati anche di AdBlue. 
Le 218i sono disponibili con cambio manuale a 6 marce o cambio a doppia frizione a 7 marce. Le 228i xDrive, M235i xDrive e 220d sono disponibili solo con cambio automatico Aisin a convertitore di coppia a 8 rapporti.

## Motorizzazioni

### Benzina
| Versioni     | Produzione | Motore                      | Potenza                     | Coppia                      | 0–100 km/h |
| ------------ | ---------- | --------------------------- | --------------------------- | --------------------------- | ---------- |
| 218i         | 2019-      | B38B15 1,5 litri 3 cilindri | 140 CV a 4600–6500 giri/min | 220 Nm a 1480–4200 giri/min | 8,7 s      |
| 228i xDrive  | 2019-      | B46A20 2.0 litri 4 cilindri | 228 CV a 5000–6000 giri/min | 350 Nm a 1450–4500 giri/min | 6,0 s      |
| M235i xDrive | 2019-      | B48B20 2.0 litri 4 cilindri | 306 CV a 5000–6250 giri/min | 450 Nm a 1750–4500 giri/min | 4,9 s      |

### Diesel
| Versioni | Produzione | Motore                      | Potenza                | Coppia                      | 0–100 km/h |
| -------- | ---------- | --------------------------- | ---------------------- | --------------------------- | ---------- |
| 220d     | 2019-      | B47D20 2.0 litri 4 cilindri | 190 CV a 4000 giri/min | 400 Nm a 1750–2500 giri/min | 7,5 s      |